# Porta a Porta

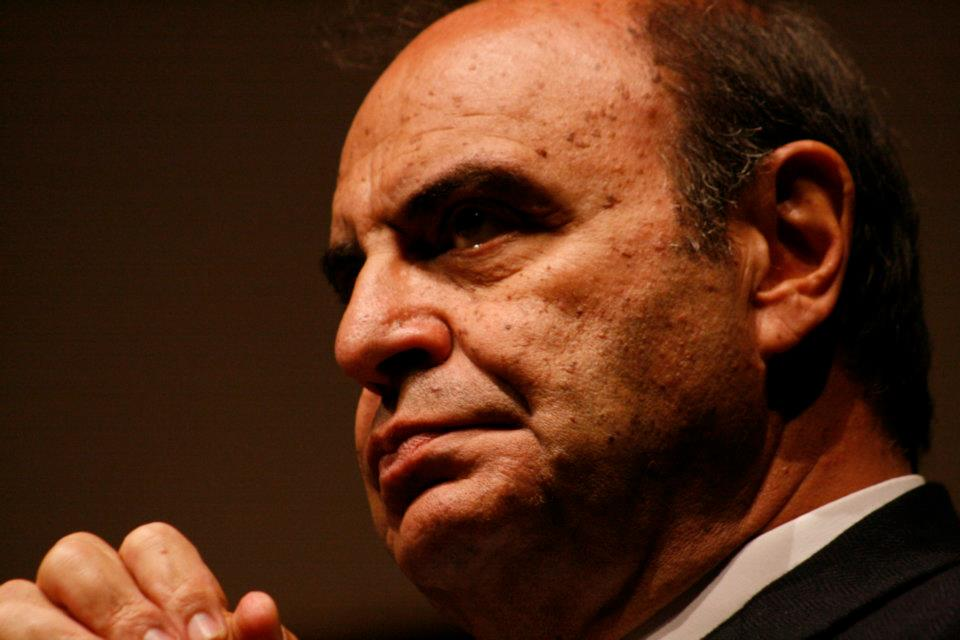
Bruno Vespa au Festival International du Journalisme (2012).

Porta a Porta (littéralement porte-à-porte) est une émission de talk-show diffusée dans la seconde partie de soirée de la télévision italienne. Elle est animée par le journaliste Bruno Vespa. Elle est diffusée sur Rai Uno depuis 1996, et sa durée est de 110 minutes. Son premier épisode date du 22 janvier 1996. 

## Audience
Dans le classement des 100 émissions les plus regardées de la télévision italienne apparaît également à la 78e place Porta a Porta, confrontation entre Silvio Berlusconi et Romano Prodi diffusée le 14 mars 2006 sur Rai1 qui a totalisé 16 129 000 spectateurs avec une part de marché de 52,13 %. 
| Année     | Telespectateurs | Share  |
| --------- | --------------- | ------ |
| 2012-2013 | 1.469.000       | 14,99% |
| 2013-2014 | 1.528.000       | 15,60% |
| 2014-2015 | 1.172.000       | 13,00% |
| 2015-2016 | 1.129.000       | 13,23% |
| 2016-2017 |                 |        |
| 2017-2018 |                 |        |